# Wayne Roberts
Wayne Roberts (Città del Capo, 14 agosto 1977) è un ex calciatore sudafricano, di ruolo portiere.

## Carriera

### Club
Ha giocato nel campionato sudafricano.

### Nazionale
Ha collezionato la sua unica presenza per la Nazionale sudafricana nel 2004.